# Cities: Skylines II
Cities: Skylines II é um jogo eletrônico de construção de cidades produzido pela Colossal Order e publicado pela Paradox Interactive. O jogo é uma sequência de Cities: Skylines e expande muitos dos fatores de simulação, como cidades simuladas, tamanhos populacionais, e IA de tráfego aprimorada com esquemas de gerenciamento. Foi lançado para Windows em 24 de outubro de 2023 e tem lançamento planejado para PlayStation 5 e Xbox Series X/S em 2024.
O jogo possui uma área de construção de 441 blocos, em relação as 81 que eram disponíveis por meio de mods no jogo original. Os blocos também podem ser comprados em qualquer ordem.